# ロックガーデン
ロックガーデン (rock garden) は、岩石を配置した庭園のことであり、通常は植物を配置する。規模は個人の庭から大規模な公園まである。日本では、ロッククライミングの練習場となるような自然の岩石がある場所についてロックガーデンと名付けることがある。ロッカリーまたはアルパインガーデンとも呼ばれるタイプは、岩や石を多用し、岩やアルプス環境固有植物もある庭園である。
ロックガーデンの植物は、多くの種が自然に小さいためそして岩を隠さないために小さくなる傾向があり、トラフ（容器）または地面で成長するかもしれず、植物は通常よく排水された土壌と少ない水を好むタイプになる。 
石庭の通常の形は、植物が根付く場所に大小の石を美的に配置したもので、盆栽が組み込まれている場合もある。石庭の中には岩盤の自然な露頭のように見えるように設計されており、石は寝具の平面を示唆するように配置され、植物は石間節を隠すためによく使用される。このタイプのロックガーデンはビクトリア朝時代に人気があり、往時のランドスケープアーキテクトによって設計および建設されたものもある。同じアプローチが現代の大学キャンパスや商業造園でも使用されることがあり、小規模な私有庭園でも適用可能である。 
しばしば禅庭園と呼ばれる日本の枯山水は、英語では(Japanese) rock gardenと称される。枯山水は植物をほとんど含まない特別な種類の石庭である。
ロックガーデンは、 タイ王国などの熱帯の国々で景観としての人気が高まっている。 雨天と重い日陰の木の組み合わせ、望ましくない植物の成長を防ぐための重いプラスチックライナーの使用は、その簡単なメンテナンスと排水で、住宅と商業両方で庭に理想的な配置を可能にしている。
ロックガーデンの別称として岩石園も用いられる。ただし、岩石園という場合は、教育的配慮から各種の岩石、鉱石を展示する場所を示すことも多い。

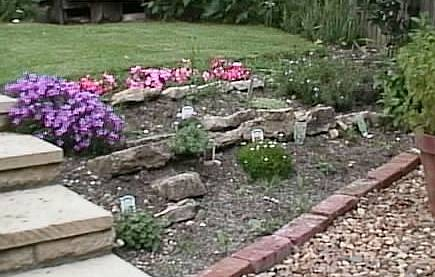
イギリスの自然主義的な岩場

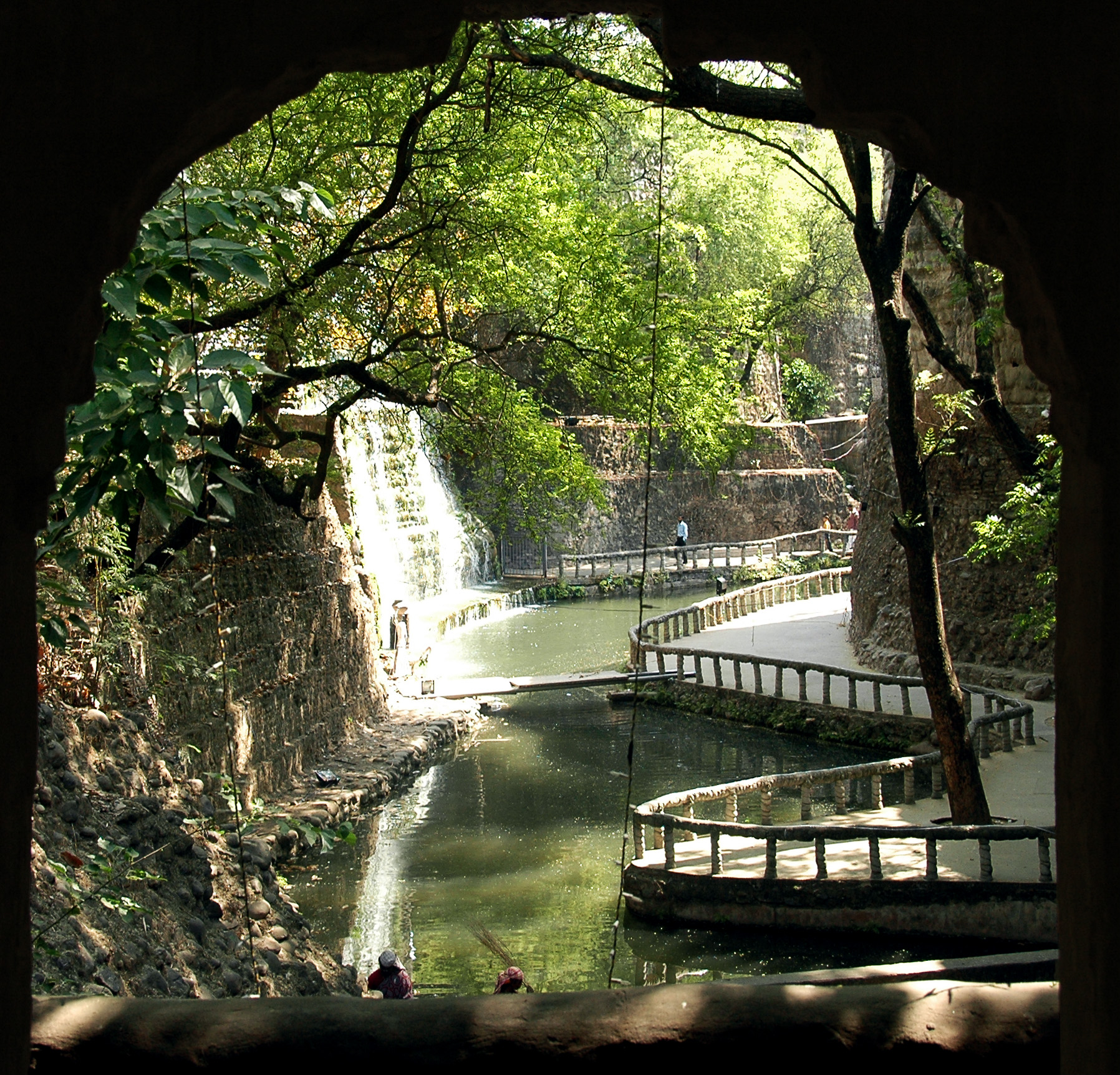
チャンディーガル 、 インドの 石庭

## イギリスのロックガーデン

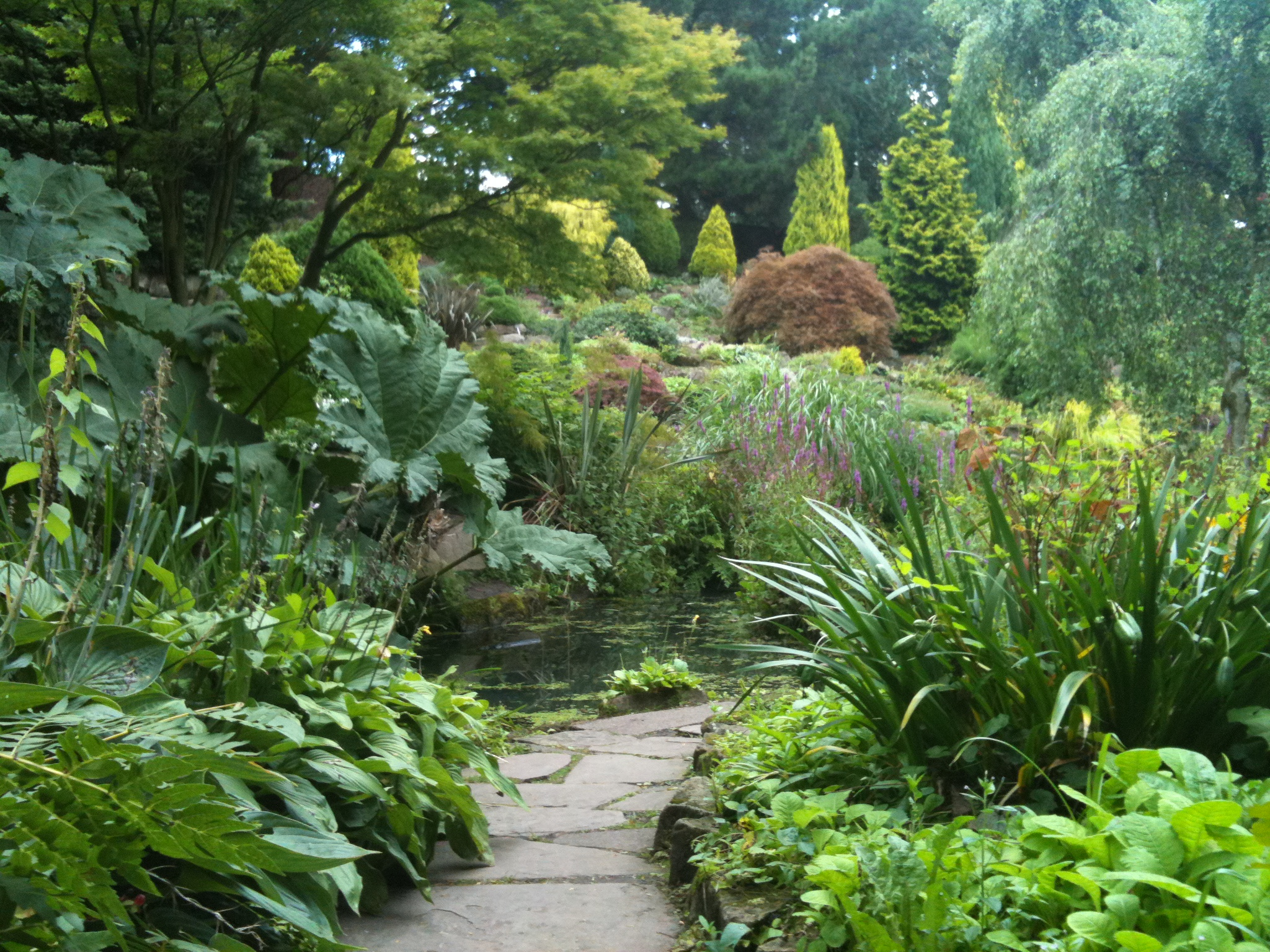
イギリスのフレッチャー・モス植物園中のロックガーデン（高山植物を配置）

イギリスにおいては、19世紀後半から庭園の様式としてロックガーデンが流行した。これはアルプス山脈の自然を模し、高山植物を配することが多かった。